# Badminton South Africa
Die Badminton South Africa ist die oberste nationale administrative Organisation in der Sportart Badminton in Südafrika. Der Verband wurde 1938 als South African Badminton Union (SABU) gegründet.

## Geschichte
Kurz nach seiner Gründung wurde der Verband 1939 Mitglied in der Badminton World Federation, damals als International Badminton Federation bekannt. Trotz der zeitigen Gründung 1938 wurden erste Titelkämpfe in Südafrika erst 1948 ausgetragen. Aufgrund der Apartheid-Politik in Südafrika wurde der Verband von 1970 bis 1992 vom internationalen Sportgeschehen ausgeschlossen. Mit dem Ende der Rassentrennung wurde Badminton South Africa ebenfalls Mitglied im kontinentalen Dachverband African Badminton Confederation.

## Bedeutende Veranstaltungen, Turniere und Ligen
- Melvill Cup
- South Africa International
- South Africa Juniors
- Südafrikanische Meisterschaft

## Bedeutende Persönlichkeiten
- Larry Keys, Präsident
- Glen Brothers, Präsident
- Klaas Visser, Präsident
- H. Stavridis, Präsident
- B. Pfuhl, Präsident